# Hyagnis basicristatus
Hyagnis basicristatus là một loài bọ cánh cứng trong họ Cerambycidae.